# Bathypera ovoida
Bathypera ovoida är en sjöpungsart som först beskrevs av Friedrich Ritter 1907.  Bathypera ovoida ingår i släktet Bathypera och familjen lädermantlade sjöpungar. Inga underarter finns listade.